# Жорж Ізамбар

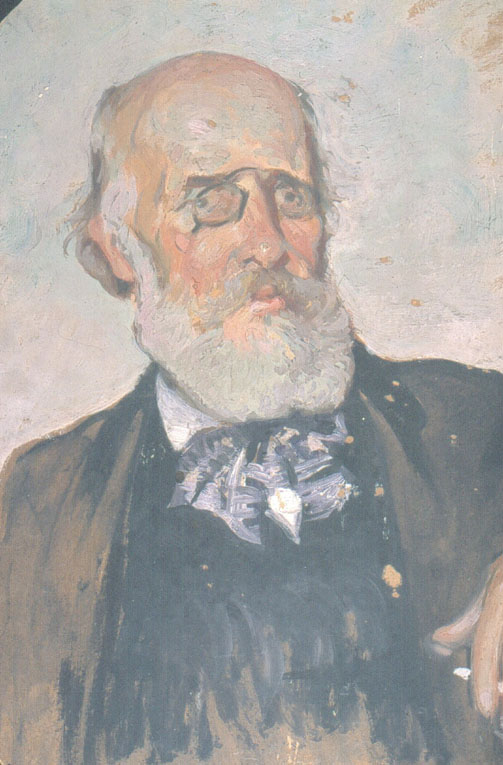
Портрет Ізамбара, виконаний Адольфом Ґюмері

Жорж Ізамбар — (фр. Georges Izambard; 11 грудня 1848 — лютий 1931) — французький педагог, професор риторики. Найбільше знаний як наставник Артюра Рембо.